# Achryson immaculipenne
Achryson immaculipenne är en skalbaggsart som beskrevs av Pierre Émile Gounelle 1909. Achryson immaculipenne ingår i släktet Achryson och familjen långhorningar.
Artens utbredningsområde är Venezuela. Inga underarter finns listade i Catalogue of Life.